# Dawn FM
Dawn FM ist das fünfte Studioalbum des Künstlers The Weeknd. Es erschien am 7. Januar 2022 über die beiden Label Republic Records und XO. Dawn FM enthält Features von Lil Wayne, Jim Carrey, Quincy Jones und Tyler, the Creator.

## Produzenten
Zu der Produzentenriege gehören der experimentelle Elektro-Künstler Oneohtrix Point Never, Max Martin, Calvin Harris und die Swedish House Mafia.

## Titelliste
1. Dawn FM
2. Gasoline
3. How Do I Make You Love Me?
4. Take My Breath
5. Sacrifice
6. A Tale by Quincy
7. Out of time
8. Here We Go … Again (feat. Tyler, the Creator)
9. Best Friends
10. Is There Someone Else?
11. Starry Eyes
12. Every Angel Is Terrifying
13. Don’t Break My Heart
14. I Heard You’re Married (feat. Lil Wayne)
15. Less Than Zero
16. Phantom Regret by Jim

## Rezeption

### Chartplatzierungen
| ChartsChartplatzierungen       | Höchstplatzierung | Wochen |
| ------------------------------ | ----------------- | ------ |
| Deutschland (GfK)              | 5 (26 Wo.)        | 26     |
| Kanada (MC)                    | 1 (… Wo.)         | …      |
| Österreich (Ö3)                | 2 (11 Wo.)        | 11     |
| Schweiz (IFPI)                 | 1 (24 Wo.)        | 24     |
| Vereinigte Staaten (Billboard) | 2 (69 Wo.)        | 69     |
| Vereinigtes Königreich (OCC)   | 1 (51 Wo.)        | 51     |

| ChartsJahrescharts (2022)      | Platzierung |
| ------------------------------ | ----------- |
| Deutschland (GfK)              | 74          |
| Österreich (Ö3)                | 75          |
| Schweiz (IFPI)                 | 30          |
| Vereinigte Staaten (Billboard) | 18          |
| Vereinigtes Königreich (OCC)   | 22          |

| ChartsJahrescharts (2023)      | Platzierung |
| ------------------------------ | ----------- |
| Vereinigte Staaten (Billboard) | 176         |

### Auszeichnungen für Musikverkäufe
| Land/Region                  | Auszeichnungen für Musikverkäufe (Land/Region, Auszeichnung, Verkäufe) | Verkäufe  |
| ---------------------------- | ---------------------------------------------------------------------- | --------- |
| Australien (ARIA)            | Gold                                                                   | 35.000    |
| Belgien (BRMA)               | Gold                                                                   | 10.000    |
| Brasilien (PMB)              | Platin                                                                 | 40.000    |
| Dänemark (IFPI)              | Platin                                                                 | 20.000    |
| Frankreich (SNEP)            | Platin                                                                 | 100.000   |
| Italien (FIMI)               | Platin                                                                 | 50.000    |
| Kanada (MC)                  | Platin                                                                 | 80.000    |
| Neuseeland (RMNZ)            | Platin                                                                 | 15.000    |
| Norwegen (IFPI)              | Gold                                                                   | 10.000    |
| Polen (ZPAV)                 | Platin                                                                 | 20.000    |
| Vereinigte Staaten (RIAA)    | Platin                                                                 | 1.000.000 |
| Vereinigtes Königreich (BPI) | Gold                                                                   | 100.000   |
| Insgesamt                    | 4× Gold · 8× Platin ·                                                  | 1.480.000 |

Hauptartikel: The Weeknd/Auszeichnungen für Musikverkäufe